# 横山遵
横山 遵（よこやま じゅん、1987年8月3日 - ）は、日本の男性声優。

## 経歴
2014年2月までメディアフォース、メディアフォース自己破産後から同年8月まではディーカラー所属を経て。2014年10月1日よりWITH LINE準所属、現事務所に加入するまではフリーで活動していた。

## 出演

### テレビアニメ
2013年
- Free!（2013年 - 2014年、中川翔太、男子生徒） - 2シリーズ

2014年
- ノーゲーム・ノーライフ（民衆）

2018年
- レイトン ミステリー探偵社 〜カトリーのナゾトキファイル〜（警察官、警官）
- デビルズライン（無線）
- ゾイドワイルド（2018年 - 2019年、Zボーイズ、村人、ペンペン村 村人、ラプトール、男性 他）

2021年
- はたらく細胞BLACK（赤血球〈BD7599〉）

2022年
- プリマドール（自律人形A、男）
- D4DJ Double Mix（男性店員）
- BLEACH 千年血戦篇（滅却師）
- 永久少年 Eternal Boys（2022年 - 2023年、黒服、リポーター、ホスト）
- アイドリッシュセブン Third BEAT!（スタッフ）

2023年
- 異世界召喚は二度目です（魔族兵）

2024年
- 転生したら第七王子だったので、気ままに魔術を極めます（領民）

2025年
- 戦隊大失格（不良生徒）
- 完璧すぎて可愛げがないと婚約破棄された聖女は隣国に売られる（八百屋、フィリップ）
- 華Doll*-Reinterpretation of Flowering-（アイドルA、医療スタッフ）
- Aランクパーティを離脱した俺は、元教え子たちと迷宮深部を目指す。（町民たち）
- 強くてニューサーガ（帝国兵C）

### Webアニメ
- Attraction/誘惑

### ゲーム
時期不明
- 戦の海賊（ガオウ）
- サウザンドメモリーズ（暴威の星球戮士ガルゴ）
- 戦国大河（後藤又兵衛）
- パラノーマル・キス（原虹汰）
- ナイツクロニクル（信念の司祭ベネディクト）
- 激突!クラッシュファイト（牛鬼）
- 絶対迷宮 秘密のおやゆび姫（フリング、オズリック 他）

2011年
- Rewrite（三国）

2013年
- ボーイフレンド（仮）（鳴海雅人）
- 放課後colorful*step（男子生徒 他）

2014年
- Double Score〜Marguerite×Tulip〜（スタッフ2 他）
- FREEDOM WARS フリーダムウォーズ（PC男11 他）

2015年
- VALIANT KNIGHTS 光と闇の覚醒（ハリー＝オッペンハイマー）

2017年
- 黒騎士と白の魔王（真田幸村）
- ファイトリーグ（聖夜の労働力 クリボッチン）

2018年
- A3!（野球部顧問、アンデッド、ガラの悪い学生、ガイの義父、劇中劇の招待客、見張りの兵士 他）
- モンスターストライク（2018年 - 2022年、海坊主、ヌアザ、スレイプニル）
- ワールドエンド・シンドローム（神代唐一郎）
- カルマオンライン（ライノン）

2020年
- 龍が如く7 光と闇の行方（ナオキ 他）
- 逆転オセロニア（ウプウアウト）
- ARIA CHRONICLE（メイジ、ベイル）

### ドラマCD
時期不明
- 組長娘と世話係（男）
- 月刊少女野崎くん（男子生徒）
- saison（セゾン）automne〔オートヌ〕秋

2011年
- ドラマCD お前のご奉仕はその程度か?（生徒2）
- 俺の彼女と幼なじみが修羅場すぎる（男子生徒A）
  - 俺の彼女と幼なじみが修羅場すぎる2

- ホイップノート

2012年
- アイドルマスター2 眠り姫 コミカライズ版単行本第2巻特装版付属ドラマCD（男性客）
- のうりん

### 吹き替え
時期不明
- NEXT IN FASHION（カービー 他）
- ディープ・インパクト2018（ポール 他）
- ザ・ボディガード（男性アナウンサー 他）

2011年
- ポセイドン（カン・チャンギル〈イ・ハンソル〉）
- ロイヤルファミリー（ウォンチェ）

2012年
- エデン（ジェシー〈スコット・ミシュロウィック〉）
- クリーチャーズ 異次元からの侵略者（ロジャー・ノース〈ダグ・ジョーンズ〉）
- バレット＆チェイス（ベッソ〈ユーリ・チューシン〉）
- ラスト・ミニッツ（モヒディン〈パトリック・ラットナム〉）

2020年
- おうこくのめいたんてい ミラ（ラム・シン）

2022年
- ウエスト・サイド・ストーリー（チャゴ〈リカルド・ザヤス〉）

### デジタルコミック
- BeeTV 新宿スワン（2012年）
- dTV となりの怪物くん（2018年、三沢満善）

### オーディオブック
- FeBe 教場（2018年）

### 舞台
- 朗読劇「ENIGMA〜invisible rain〜」（2022年）

### CM
- アビーラトゥール教会

### ラジオ
※はインターネット配信。
- シャカリキック!平川大輔と頑張るフレッシュ（BBstation※）[13]
- 愛の伝書鳩（Voice・Love・Network※）[14]

### 映画
- 神☆ヴォイス（2011年、AVAA生徒 河埜）

## ディスコグラフィ

### キャラクターソング
| 発売日  | 商品名                                                             | 歌                                                           | 楽曲                      | 備考                                                |
| 2017年  | 2017年                                                             | 2017年                                                       | 2017年                    | 2017年                                              |
| ------- | ------------------------------------------------------------------ | ------------------------------------------------------------ | ------------------------- | --------------------------------------------------- |
| 6月7日  | ボーイフレンド（仮） きらめき☆ノート コンプリートコレクション#03   | charmtista                                                   | 「Beautiful Bouquet」     | ゲーム『ボーイフレンド（仮）きらめき☆ノート』関連曲 |
| 9月27日 | ボーイフレンド（仮）プロジェクト ミュージックアルバム 藤城学園 #01 | 鳴海雅人（横山遵）                                           | 「ふたりのストーリー」    | ゲーム『ボーイフレンド（仮）きらめき☆ノート』関連曲 |
| 9月27日 | ボーイフレンド（仮）プロジェクト ミュージックアルバム 藤城学園 #01 | 周圭斗（立花慎之介）、鳴海雅人（横山遵）、日向湊（髙橋孝治） | 「ホーンテッド パレード」 | ゲーム『ボーイフレンド（仮）きらめき☆ノート』関連曲 |
| 2018年  |                                                                    |                                                              |                           |                                                     |
| 1月24日 | ボーイフレンド（仮）プロジェクト ミュージックアルバム 藤城学園 #02 | PRINCE                                                       | 「Wonderful World」       | ゲーム『ボーイフレンド（仮）きらめき☆ノート』関連曲 |

### シリーズ一覧
1. ↑  第1期（2013年）、第2期『-Eternal Summer-』（2014年）

### 初出話一覧
1. 1 2  第4話初出
2. 1 2  第8話初出
3. ↑  第14話初出
4. ↑  第10話初出
5. 1 2  第5話初出
6. ↑  第17話初出

### ユニットメンバー
1. ↑  泉愛之丞（岸尾だいすけ）、逢坂紘夢（寺島拓篤）、鳴海雅人（横山遵）、宝生瑞季（蒼井翔太）
2. ↑  皇アラン（高梨謙吾）、鳴海雅人（横山遵）